# Bernardo Recaño
Bernardo Recaño o Recagno (siglo XVII, Voltri, República de Génova - siglo XVIII, Cádiz, Reino de España), I marqués de Casa Recaño, fue un aristócrata, cargador y político hispano-genovés del reinado de Felipe V, reconocido como uno de los miembros más destacados del Real Consulado de Indias del siglo XVIII, así como por su promoción y mecenazgo de la escuela gaditano-genovesa. 
Mandó construir el Palacio de Recaño, así como la capilla del Sagrario del Oratorio de San Felipe Neri a los hermanos Schiaffino.

## Biografía
Nació en Voltri, República de Génova, en el seno de una ilustre familia del patriciado genovés. Su tío homónimo estableció una importante compañía de comercio transatlántico en Cádiz con Pedro de Colarte, I marqués del Pedroso, y Nicolás Ruffo de cuya participación quedó dejó herederos a sus sobrinos Bernardo y su hermano Luis, quienes se trasladaron conjuntamente a Cádiz a finales del siglo XVII.

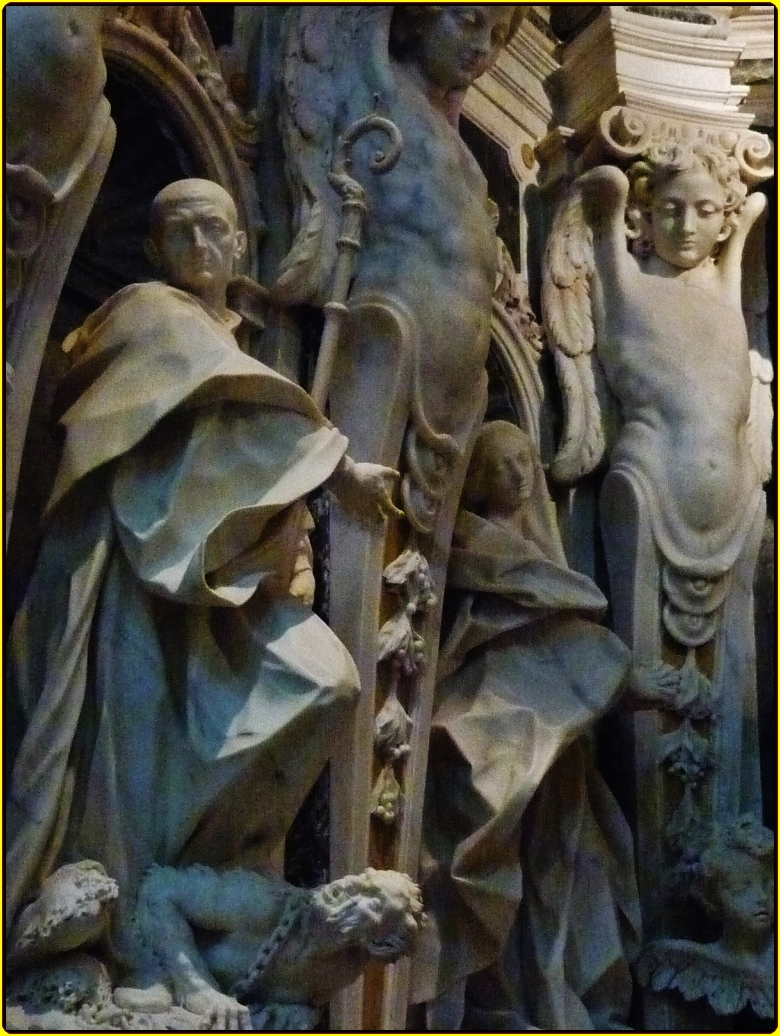
Detalle de la Capilla del Sagrario de los hermanos Schiaffino en el Oratorio de San Felipe Neri de Cádiz, enterramiento familiar del marqués de Casa Recaño

Estableció importantes relaciones entre las grandes navieras de navegación transatlántica y diversas casas comerciales del patriciado genovés. En 1719 consiguió la naturalización española y ocupó el cargo de regidor perpetuo de la ciudad de Cádiz. 

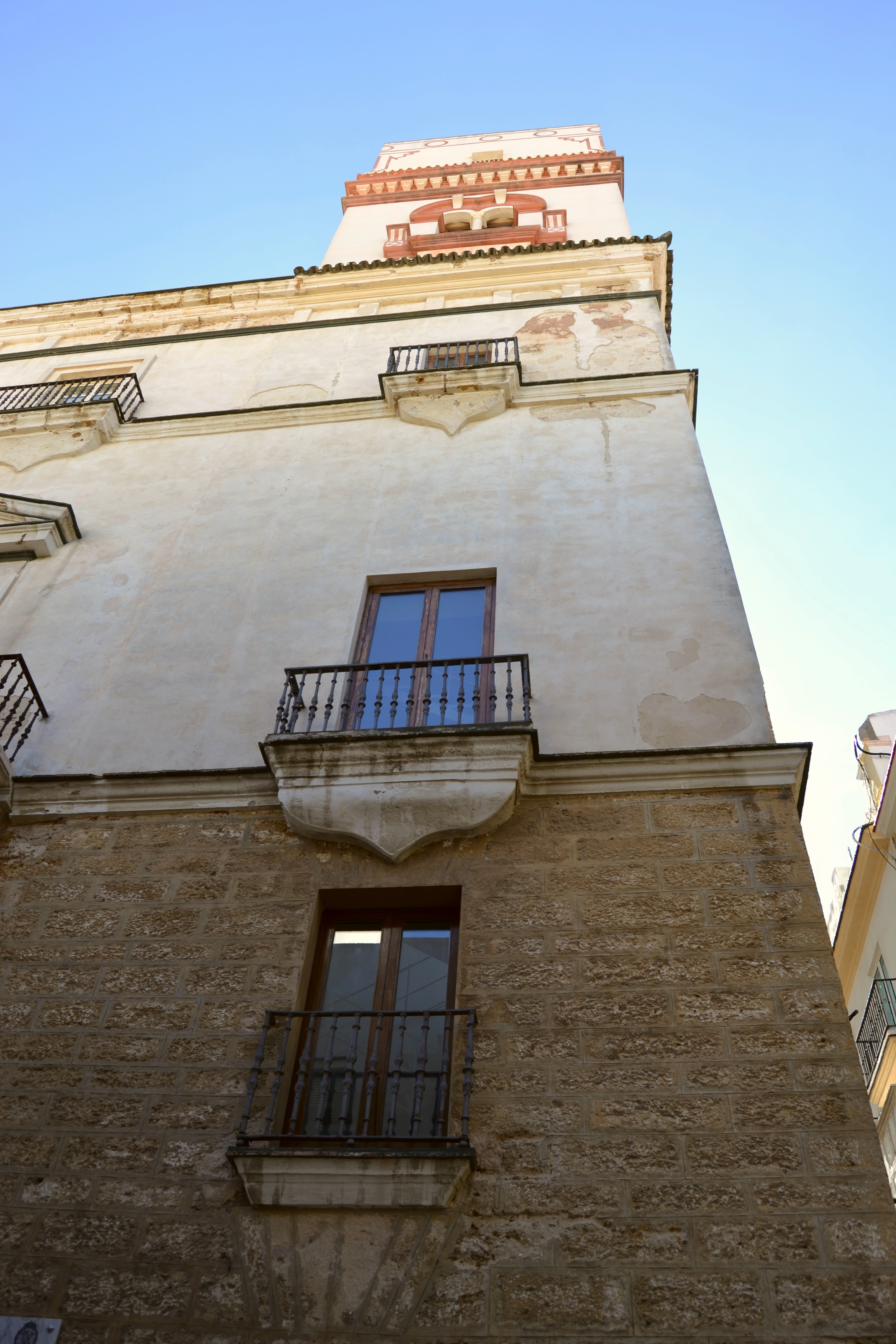
Palacio de Recaño y Torre de Tavira

Participó en la Flota de Indias con cargamentos a título propio desde 1723, mismo año en que fue creado marqués de Casa Recaño por el rey Felipe V, tras la adquisición del privilegio a Isabel de Croÿ, princesa viuda de Robecq, beneficiada con el derecho sobre el mismo en 1717 por los méritos de su difunto marido Carlos Felipe de Montmorency, príncipe de Robecq.

## Mecenazgo
Entre 1719 encargó la construcción de su enterramiento familiar en la Capilla del Sagrario en el Oratorio de San Felipe Neri de Cádiz al taller de los hermanos genoveses Bernardo y Francesco Schiaffino, considerada una de las obras maestras de la escuela gaditano-genovesa. 
En 1731 encargó la construcción del Palacio de Recaño o de los Marqueses de Casa Recaño, primera sede del Tribunal Supremo en 1812.